# Klévské vévodství
Klévské vévodství (německy Herzogtum Kleve, nizozemsky Hertogdom Kleef), původně hrabství (německy Grafschaft Kleve, nizozemsky Graafschap Kleef) do roku 1417, zkráceně Klévsko (archaicky Cleveland), byl drobný stát Svaté říše římské v severním Porýní v rozmezí 11. až 18. století. Hlavním městem bylo Kleve. Vévodství sousedilo s Münsterským knížecím biskupstvím na východě, s Brabantskem na západě, na jihu s vévodstvími Jülišskem a Bergem a severně s vévodstvím Geldern s hrabstvím Mark. Právě s posledním jmenovaným tvořilo Klévsko od roku 1391 společný stát. Spojením Klévska a dvou dalších vévodství Jülišska a Bergu vznikl roku 1521 stát Jülišsko-Klévsko-Berg. V roce 1614 připadlo Klévsko smlouvou z Xantenu braniborskému kuřfiřtu Janu Zikmundovi. Klévsko bylo roku 1795 anektováno Francouzi a přeměněno ve francouzský department Roer, čímž vévodství zaniklo.

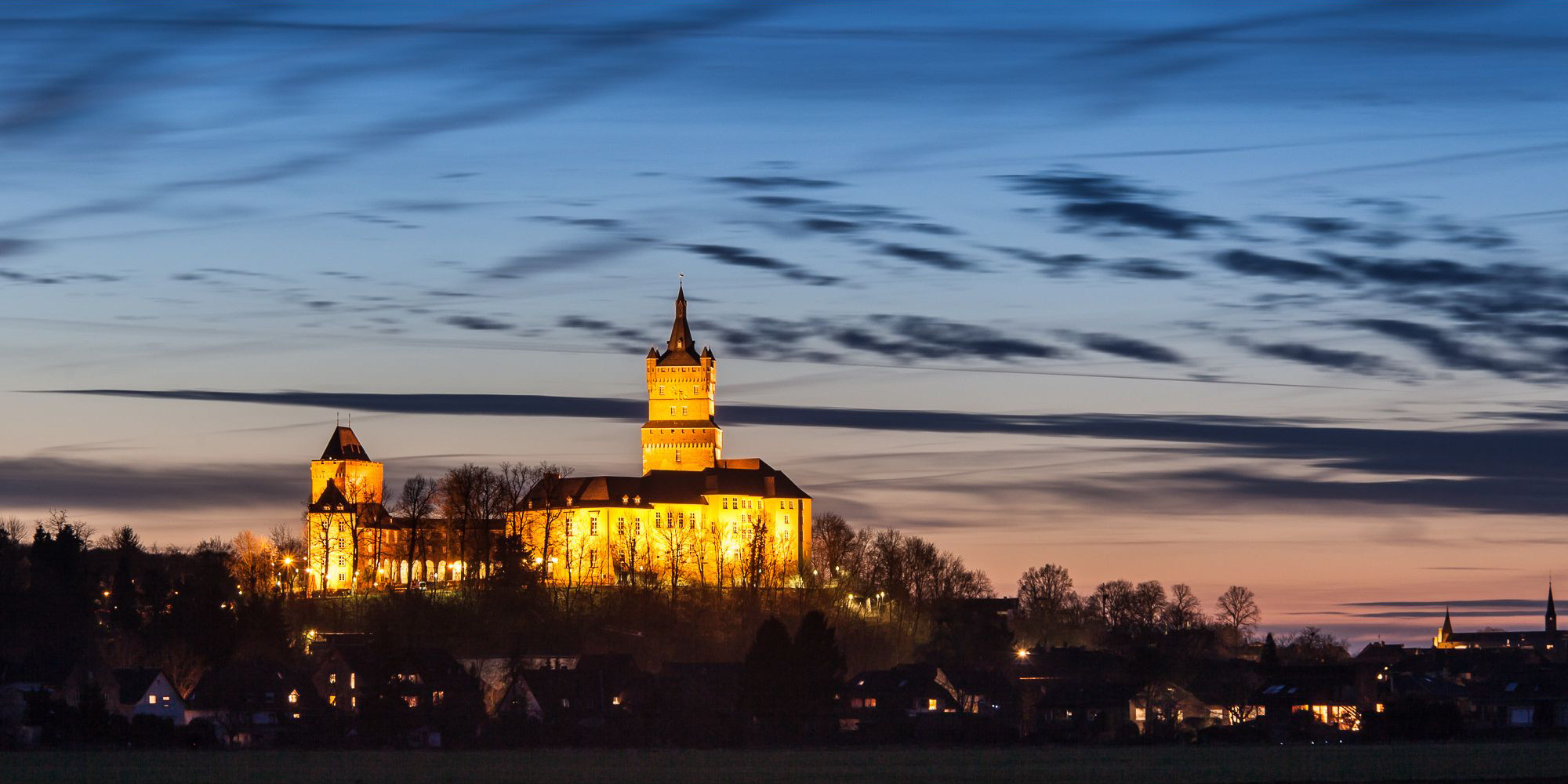
Hrad Schwanenburg v Kleve býval sídlem klévských vévodů.